# Operacja Ichi-gō
Operacja Ichi-gō (jap. 一号作戦, Ichi-gō Sakusen, dosł. „operacja Numer Jeden”) – japońska ofensywa w południowych Chinach, zmierzająca do połączenia drogą lądową sił japońskich w centralnych Chinach z siłami w północnych Indochinach oraz zniszczenia baz lotniczych, z których amerykańskie lotnictwo atakowało wyspy i żeglugę japońską. Składała się z serii bitew między Cesarską Armią Japońską i Narodową Armią Rewolucyjną Republiki Chińskiej, stoczonych między kwietniem a grudniem 1944; bitwy te to:
- Bitwa o środkowy Henan, (jap. operacja Ko-gō)
- Bitwa o Hunan, (jap. operacja To-gō 1)
- Bitwa o Guangxi, (jap. operacje To-gō 2 i 3)

Po japońsku kampanię nazywano także Tairiku Datsū Sakusen (大陸打通作戦), czyli „operacją transkontynentalną”; Chińczycy nazywają ją bitwą o Henan-Hunan-Guangxi (chiń. upr. 豫湘桂会战; chiń. trad. 豫湘桂會戰; pinyin Yù Xīang Guì Huìzhàn).

## Tło
Po ciężkich walkach w latach 1937–1938 front w Chinach ustabilizował się: Japończycy panowali nad Chinami północno-wschodnimi i wschodnimi oraz portami wybrzeża (co odcinało armie chińskie od zaopatrzenia z zewnątrz). Chińczycy utrzymali Chiny zachodnie i południowe, w serii krwawych bitew (m.in. trzykrotnie pod Changsha) zatrzymując armie japońskie w Chinach centralnych.
W 1944 Japończycy stanęli wobec braków surowców importowanych z Azji Południowo-Wschodniej, ze względu na utratę 1/4 tonażu floty handlowej. Postanowili więc otworzyć drogę lądową, łączącą okupowane tereny w Chinach i Indochinach. Drugim celem były lotniska w południowych Chinach, z których amerykańska XIV Armia Powietrzna gen. Claire’a Chennaulta atakowała cele w Chinach, żeglugę przybrzeżną i rozpoczęła ataki przeciw wyspom japońskim (operacja Matterhorn).
W ramach przygotowań Japończycy sprowadzili oddziały z północnych Chin i Japonii, m.in. wyborowe oddziały Armii Kwantuńskiej, jednostki zmechanizowane i sprzęt z Mandżukuo. Łącznie do ofensywy Japończycy zgromadzili 510,000 żołnierzy.

## Przebieg kampanii

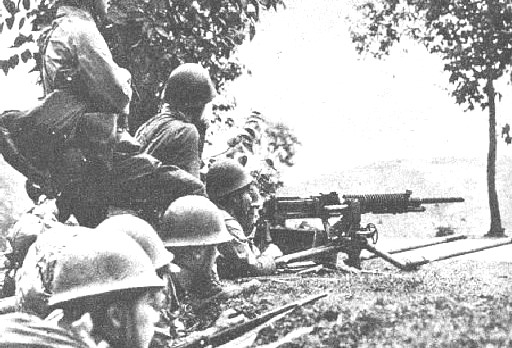
Japońscy żołnierze z karabinem maszynowym Typ 92 podczas operacji Ichi-gō

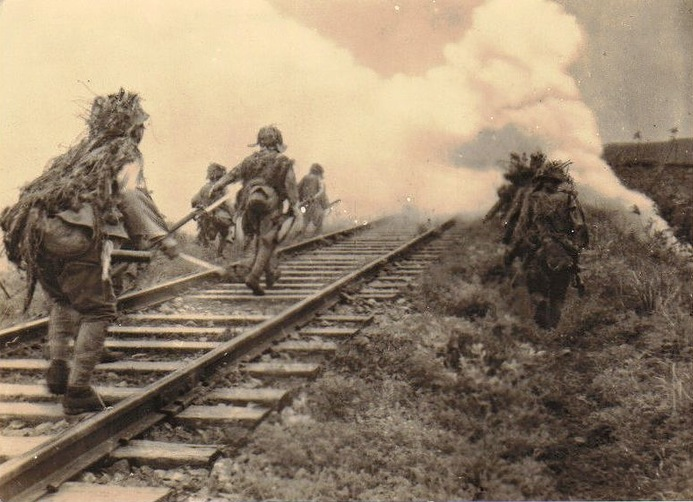
Japońscy żołnierze atakują wzdłuż linii kolejowej Kanton – Hankou

W pierwszej fazie operacji Japończycy zdobyli linię kolejową łączącą Pekin z Wuhanem; w drugiej wyeliminowali amerykańskie siły lotnicze stacjonujące w prowincji Hunan i doszli do miasta Liuzhou, niedaleko granicy z okupowanymi przez siebie Indochinami. W operacji uczestniczyło 17 dywizji składających się z 510 tys. żołnierzy wspartych przez 15,5 tys. pojazdów, 1500 dział, 800 czołgów i 70 tys. koni. Była to największa lądowa operacja japońska w czasie całej ich wojny z Chinami. Po stronie chińskiej, wiele z najlepiej wyposażonych i wyszkolonych na amerykańską modłę dywizji pod komendą Josepha Stilwella pozostawało na froncie birmańskim, zgodnie z warunkami umowy Lend-Lease.
Począwszy od 19 kwietnia, XI Korpus japoński uderzył z okolic Wuhanu na północny Henan; równocześnie XII Korpus rozpoczął natarcie na południe, startując z Kaifengu. Wspierała je operacja I Korpusu, nacierającego na Luoyang, na zachód od Kaifengu. Siły chińskie w tym regionie były liczne (34 dywizje), ale zdezorganizowane i pod japońskim natarciem poszły w większości w rozsypkę.
17 kwietnia japońska 37 dywizja, wsparta czołgami i wozami pancernymi, sforsowała Rzekę Żółtą i rozpoczęła szybki marsz przez Henan. Oddziały 1. okręgu wojennego gen. Tanga Enbo (chin. 湯恩伯) rozpoczęły chaotyczny odwrót, z wyjątkiem 28. i 34 Grupy Armii, które miały za zadanie bronić Luoyangu. Broniły miasta przez 15 dni, bez artylerii i innej ciężkiej broni; jedynego wsparcia udzielało im amerykańskie lotnictwo. Sytuacji nie poprawiały konflikty między Chennault'em i Stilwellem dotyczące alokowania zaopatrzenia (np. benzyny lotniczej), w niedostatecznych ilościach transportowanego z Indii drogą powietrzną nad Himalajami. W walkach o Luoyang chińskie dywizje straciły 21 tys. ludzi; miasto zostało zdobyte 25 maja.
Wykorzystując sukces pierwszej fazy operacji, w czerwcu Japończycy rozpoczęli realizację drugiej części. Ich celem był przede wszystkim rejon Changsha, wielki ośrodek produkcji ryżu, i linia kolejowa Hankou-Changsha-Hengyang. Uderzając wzdłuż rzeki Xiang, zaatakowali Changsha i zdobyli je 18 czerwca. Kontynuując natarcie, 28 czerwca podeszli pod Hengyang. Tam oddziały gen. Xue Yue stawiły zacięty opór – był to właściwie jedyny wypadek w pełni zorganizowanej defensywy chińskiej w czasie operacji Ichi-gō. Xue, wsparty przez lotnictwo amerykańskie, bronił się sześć tygodni, ale w końcu musiał się cofnąć, po czym obrona chińska się załamała. Sam Hengyang padł po walkach ulicznych 8 sierpnia. Oddziały chińskie na początku bitwy o Hengyang miały czterokrotną przewagę liczebną, ale tylko dwa stare działa i po dwa karabiny na trzech żołnierzy; dręczyła je malaria, niedożywienie i brak dostaw: niewielką tylko ilość zrzuciły im na spadochronach amerykańskie samoloty. Opór chiński cały czas osłabiały konflikty w dowództwie: Czang Kaj-szek nie autoryzował np. dostaw drogą powietrzną dla oddziałów gen. Xue, bo mu nie ufał. Wymógł na Stilwellu przekierowanie większości dostaw dla armii powietrznej Chennaulta, uważając, że jest ona w stanie powstrzymać Japończyków, a co ważniejsze – broń nie dostanie się w ręce nieprzychylnych mu generałów. Stilwell ze swej strony uważał, że klęski są następstwem wcześniejszych posunięć Czanga, i też nie spieszył się z pomocą.
Opanowawszy Hengyang, Japończycy kontynuowali marsz na południe i południowy zachód, staczając zwycięską bitwę o Guilin i Liuzhou. Wyeliminowali w ten sposób cztery wysunięte lotniska, z których atakowały ich samoloty Chennault'a: Hengyang, Lingling, Guilin i Liuzhou. Ta część operacji została zakończona w październiku. W grudniu 1944 nacierające oddziały japońskie połączyły się z siłami okupującymi francuskie Indochiny, osiągając zasadniczy cel operacji.
Japońskie natarcie dość skutecznie hamowały ataki samolotów XIV Armii Powietrznej Chennaulta, ale nie były w stanie całkiem go powstrzymać, a w braku skutecznej osłony lotnisk, musiały się w końcu wycofać, ale kontynuowały walkę i często przerywały komunikację na linii kolejowej Pekin-Liuzhou, której zdobycie było jednym z celów i wzdłuż której przebiegała główna oś operacji Ichi-gō. Z tego względu Japończycy atakowali amerykańskie bazy lotnicze aż do wiosny 1945.

## Skutki

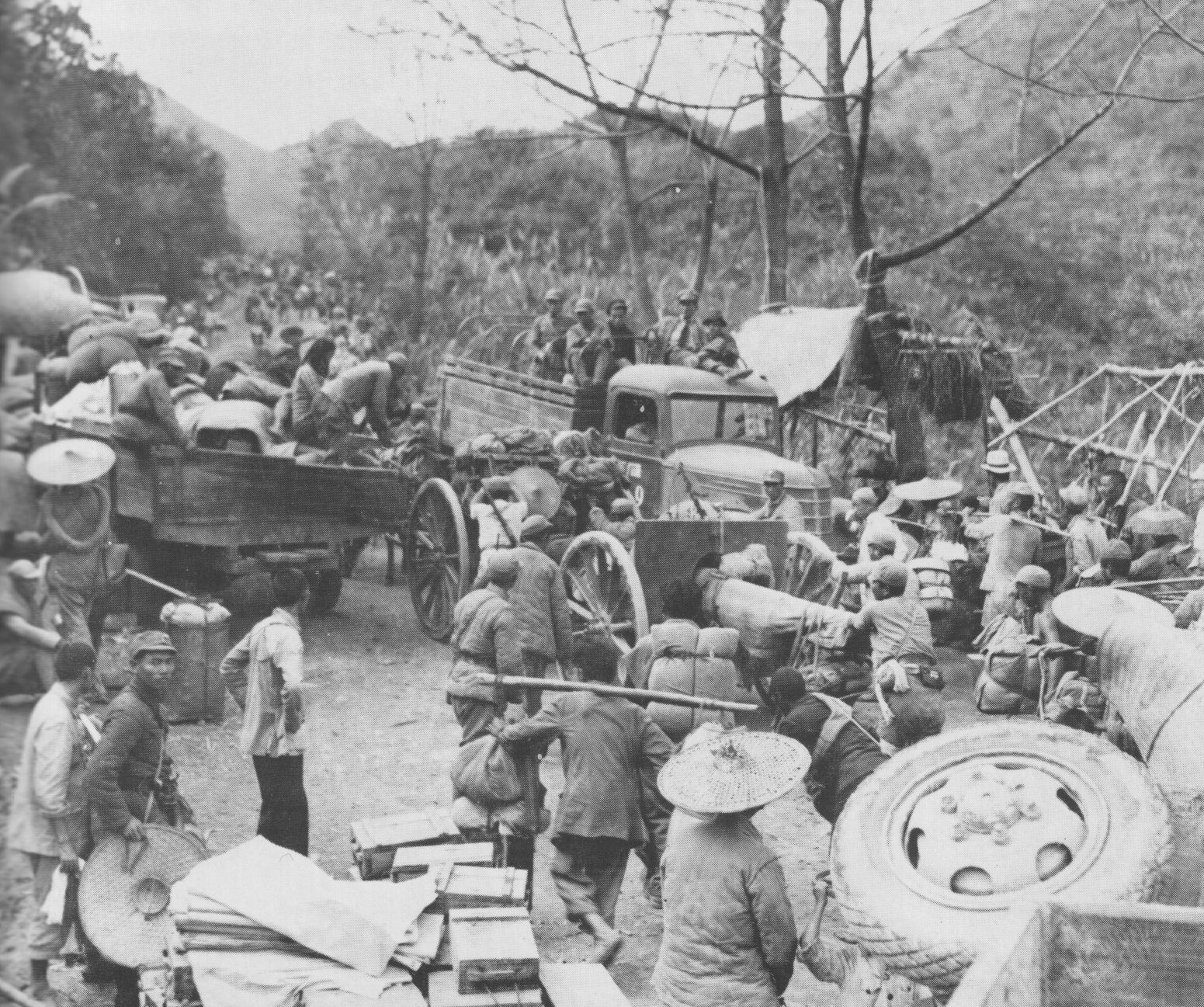
Ewakuacja Liuzhou, listopad 1944

Dla Japończyków operacja zakończyła się sukcesem taktycznym, ale nie strategicznym. Choć ofensywa zmusiła do przebazowania na zachód atakujących wyspy japońskie bombowców B-29 z XX Bomber Command, zagrożenie dla Japonii zmniejszyło się tylko na krótki czas. Ataki podjęły bowiem bombowce startujące z nowo ustanowionych baz na Marianach. Japończycy nie byli w stanie w pełni kontrolować podbitych wielkich obszarów południowych Chin, a oddziały chińskie i amerykańskie lotnictwo wycofały się na zachód, kontynuując walkę, co zmusiło siły japońskie do prób zdobycia Syczuanu (tzw. bitwa o Zachodni Hunan).
Strona chińska poniosła ogromne straty, sięgające pół miliona żołnierzy zabitych i rannych, nie licząc cywilów. Terytorium kontrolowane przez rząd chiński zostało przecięte na dwa, wpływy z podatków gwałtownie spadły, prawie 1/4 przemysłu została unicestwiona.
Generał Joseph Stilwell uznał, że załamanie frontu chińskiego na skutek operacji Ichi-gō daje mu szansę w jego konflikcie z Czang Kaj-szekiem i pozwoli na przejęcie pełnej kontroli nad chińskimi siłami zbrojnymi. Udało mu się przekonać generała George'a Marshalla, by ten skłonił prezydenta Roosevelta do wysłania Czangowi ultimatum, grożącego wstrzymaniem amerykańskiej pomocy wojskowej, o ile nie powierzy Stilwellowi pełnego i nieograniczonego dowództwa nad całością sił w Chinach.
Mimo próśb Patricka Hurleya, specjalnego wysłannika Roosevelta do Chin, który chciał przygotować nieco grunt i osiągnąć cel w sposób łatwiejszy do zaakceptowania dla generalissimusa, Stilwell natychmiast dostarczył Czangowi list prezydenta. Uważając to za posunięcie zmierzające do pełnego podporządkowania Chin, Czang odpowiedział, domagając się natychmiastowego zwolnienia Stilwella i przysłania dowolnego innego kompetentnego amerykańskiego generała w jego miejsce. Ostatecznie Stilwell został 18 października zwolniony z funkcji szefa sztabu Czang Kaj-szeka i dowódcy amerykańskich sił na chińskim teatrze walk; zastąpił go gen. Albert Wedemeyer. Jego dowództwo nad obszarem Chiny-Birma-Indie zostało podzielone między innych oficerów.
Czang pozbył się Stilwella, ale rząd Kuomintangu stracił bardzo wiele w oczach amerykańskiej opinii publicznej, która zaczęła wątpić w jego wolę walki z Japończykami. Spowodowało to m.in. skupienie sił i środków na kampanii pacyficznej, jako pewniejszym sposobie zwyciężenia Japonii.
Odwołanie Stilwella zakończyło też jego długi spór z Chennaultem o priorytety zaopatrzenia sił lądowych i lotniczych w Chinach. Chennault wierzył, że lotnictwo jest w stanie samo pokonać Japończyków. Dzięki poparciu Roosevelta, jego siły otrzymały priorytet. Mimo wielkich sukcesów jego lotników, sukces operacji Ichi-gō potwierdził obawy Stilwella, że siły powietrzne będą bezbronne wobec bezpośredniego ataku na lotniska.